# Peter Dienel

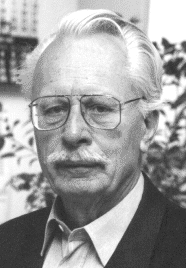
Peter C. Dienel

Peter Christian Dienel (* 28. Oktober 1923 in Berlin; † 13. Dezember 2006 ebenda) war ein deutscher Theologe und Professor für Soziologie an der Bergischen Universität Wuppertal, wo er auch über seine Emeritierung hinaus in der Leitung der „Forschungsstelle Bürgerbeteiligung & Planungsverfahren“ tätig war.
Er konzipierte als erster das Bürgerbeteiligungsverfahren „Planungszelle“. Für seine Leistungen auf diesem Gebiet wurde er 2003 durch den Bundespräsidenten Johannes Rau mit dem Bundesverdienstkreuz 1. Klasse geehrt.

## Leben

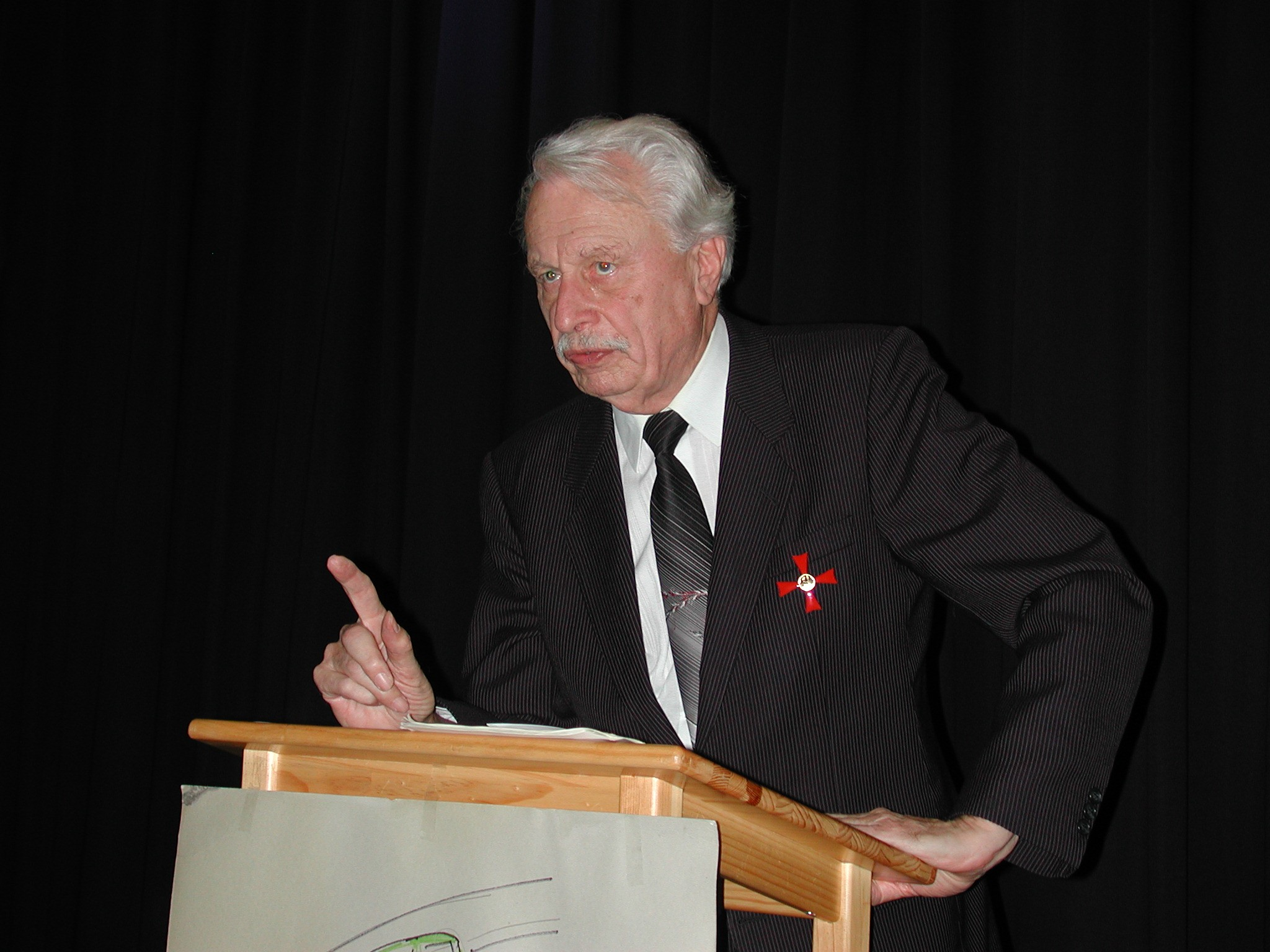
Ansprache nach Verleihung des Bundesverdienstkreuzes 2003

Peter C. Dienel entstammte einer baptistischen Arztfamilie. In der frühen Nachkriegszeit nahm er sich in Berlin intensiv der wohnungslosen Jugendlichen aus der „Zone“ an. Dabei entstand die bis zu ihrer Schließung 2005 arbeitende freikirchliche diakonische Einrichtung „Jungenheim Steglitz“. Dienel studierte zunächst Evangelische Theologie an der Humboldt-Universität Berlin. Nach dem Fakultätsexamen 1951 absolvierte er in Boston/Massachusetts (USA) ein einjähriges theologisches Zusatzstudium. Von 1953 bis 1958 hat Dienel als Bundesstudentenwart die Studentenarbeit des Bundes Evangelisch-Freikirchlicher Gemeinden aufgebaut.
Sein Studium der Soziologie an der Westfälischen Wilhelms-Universität in Münster schloss Dienel 1962 mit einer Dissertation zum Thema Die Freiwilligkeitskirche, dargestellt anhand der Ergebnisse einer empirisch-soziologischen Untersuchung fünf Evangelisch-Freikirchlicher Gemeinden bei den Professoren Helmut Schelsky und Heinz-Dietrich Wendland ab.
1961 bis 1968 war Dienel Studienleiter der Evangelischen Akademie Loccum. Er gehörte in späteren Jahren dem Präsidium des Deutschen Evangelischen Kirchentages an, war aber auch viele Jahre ehrenamtlich in der Leitung Evangelisch-Freikirchlicher Ortsgemeinden, z. B. in Mettmann, tätig.
Von 1968 bis 1970 arbeitete er gemeinsam mit den Wissenschaftlern Gerhard Curdes und Frido Wagener im Planungsstab der Staatskanzlei des nordrhein-westfälischen Ministerpräsidenten Heinz Kühn. 1969 folgte er einem Ruf der Universität Wuppertal und habilitierte sich dort als Professor für Soziologie.
Dienel wurde auf dem Friedhof Steglitz in Berlin-Steglitz beigesetzt.

## Familie
Peter Dienel, Enkel des Komponisten Otto Dienel (1839–1905), war mit Dorothea Mallau, Zwillingsschwester des Theologen Hans-Harald Mallau (1930–2006), seit 1957 verheiratet. Aus der Ehe gingen drei Kinder hervor: Max, Hans-Liudger und Katja.

## Peter-Dienel-Forschungsstelle
Der Dienelsche Nachlass befindet sich seit November 2008 im Besitz des Zentralen Oncken-Archivs des Bundes Evangelisch-Freikirchlicher Gemeinden. Am 9. November 2011 wurde innerhalb des baptistischen Theologischen Seminars Elstal (FH) ein Institut für Diakoniewissenschaft und Sozialtheologie (IDuS) feierlich eröffnet. Der Einrichtung, die unter der Leitung von Professor Ralf Dziewas steht, ist auch eine „Peter-Dienel-Forschungsstelle“ angeschlossen.

## Werk

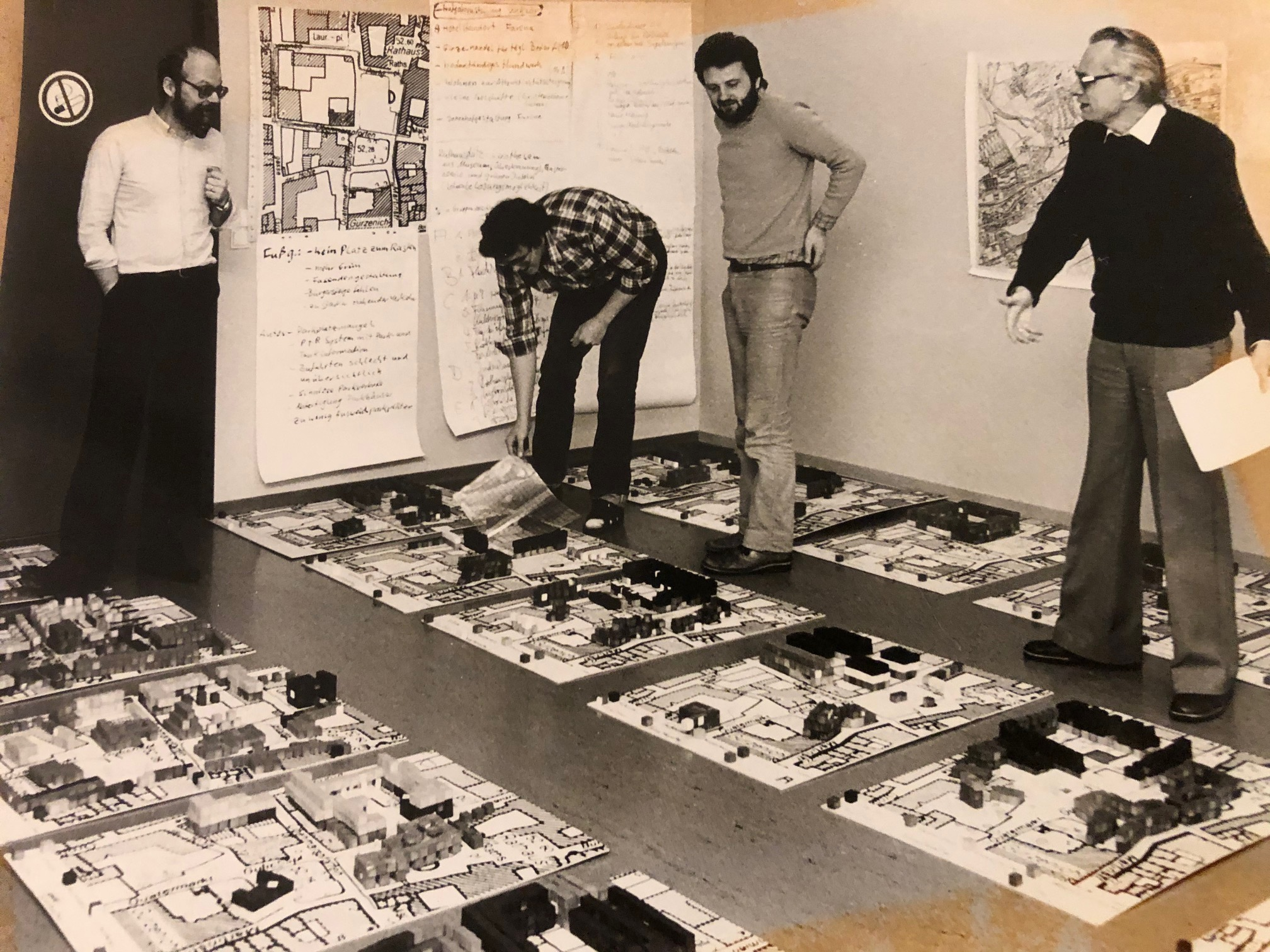
Prof. Dienel und sein Team werten 3-D-Bebauungs-Vorschläge aus, die Laienplaner in Planungszellen erstellt haben. Bei den Planungszellen "Rathaus-Gürzenich" in Köln 1979 wurde der Wiederaufbau einer großen Baulücke aus dem 2. Weltkrieg von Bürgern geplant.

Während seiner Lehr- und Forschungstätigkeit an der Bergischen Universität Wuppertal entwickelte Peter Dienel das Bürgerbeteiligungsverfahren „Planungszelle (abgekürzt PZ)“:
Eine Planungszelle wird immer von einem Auftraggeber initiiert (z. B. Kommune, Bundesland, Bund u. a.) und von einem externen Institut durchgeführt. Die 4-Tage-Jurys einer Planungszelle bestehen aus vergüteten „Laien“, die per Zufall über das Einwohner-Meldeamt ausgesucht werden. Sie erhalten eine Verdienstausfalls-Entschädigung für ihre Arbeit als Laienplaner. Sie bekommen eine konkrete Fragestellung zur Entscheidung vorgelegt. Dann werden ihnen alle notwendigen (kontroversen) Informationen gegeben, durch unterschiedliche Interessenvertreter. Sie bewerten dann als informierte Laienplaner die Sachlage und geben ein Votum ab aus dem dann ein Bürgergutachten erstellt wird.
Solch ein neutrales Bürgergutachten ist oft kostengünstiger als ein Expertengutachten. Es berücksichtigt aber durch die Vielfalt der Mitentscheider wesentlich mehr Aspekte. Und es stößt auf breitere Akzeptanz gerade bei emotional aufgeladenen Entscheidungsprozessen.
Dieser neuartige Beteiligungs-Baustein „PZ“ wurde in Feldstudien seit über 50 Jahren vielfach erprobt. Seitdem wurde er bei zahlreichen Konfliktfällen mit Erfolg eingesetzt. Für diese Innovation erhielt Dienel eine Reihe von in- und ausländischen Auszeichnungen.
Planungszellen sind in den vergangenen 30 Jahren hundertfach eingesetzt worden. Öffentliche Anerkennung erfährt diese Arbeit auch dadurch, dass sie in jedem einzelnen Fall von öffentlichen Trägern (Kommune, Land, Bund) angefordert und finanziert wurde. Dienels wissenschaftliche Leistung hat auch auf die Entwicklung ähnlicher Beteiligungsprojekte großen Einfluss gehabt – so zum Beispiel auf die so genannten „citizen juries“ in Großbritannien und in den USA. Planungszellen haben inzwischen mit konkreten und politisch hilfreichen Ergebnissen auch in Spanien, Österreich, England, Holland, Australien und Japan stattgefunden.

## Schriften (Auswahl)

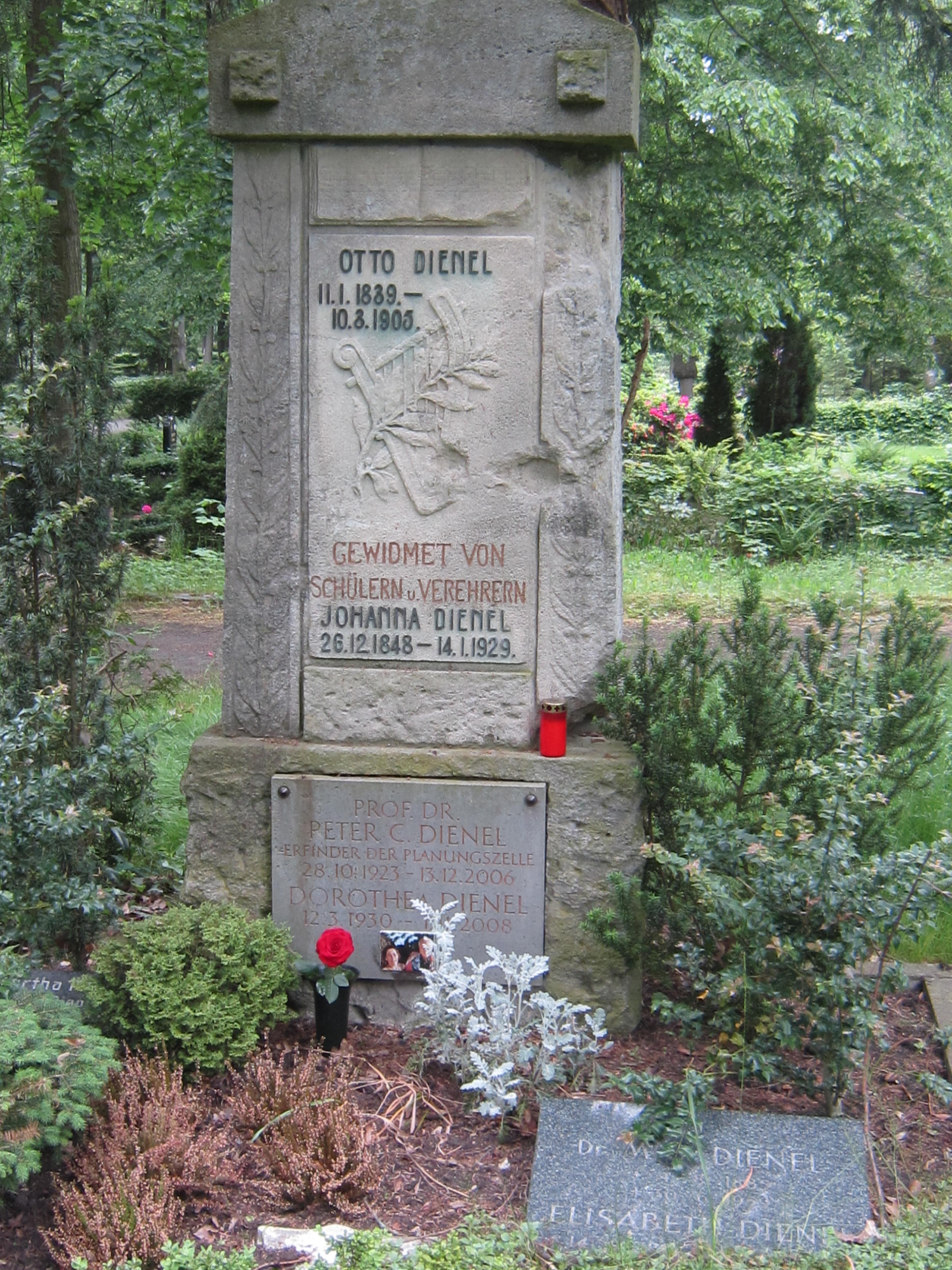
Familiengrabstätte Dienel (Friedhof Berlin-Steglitz)

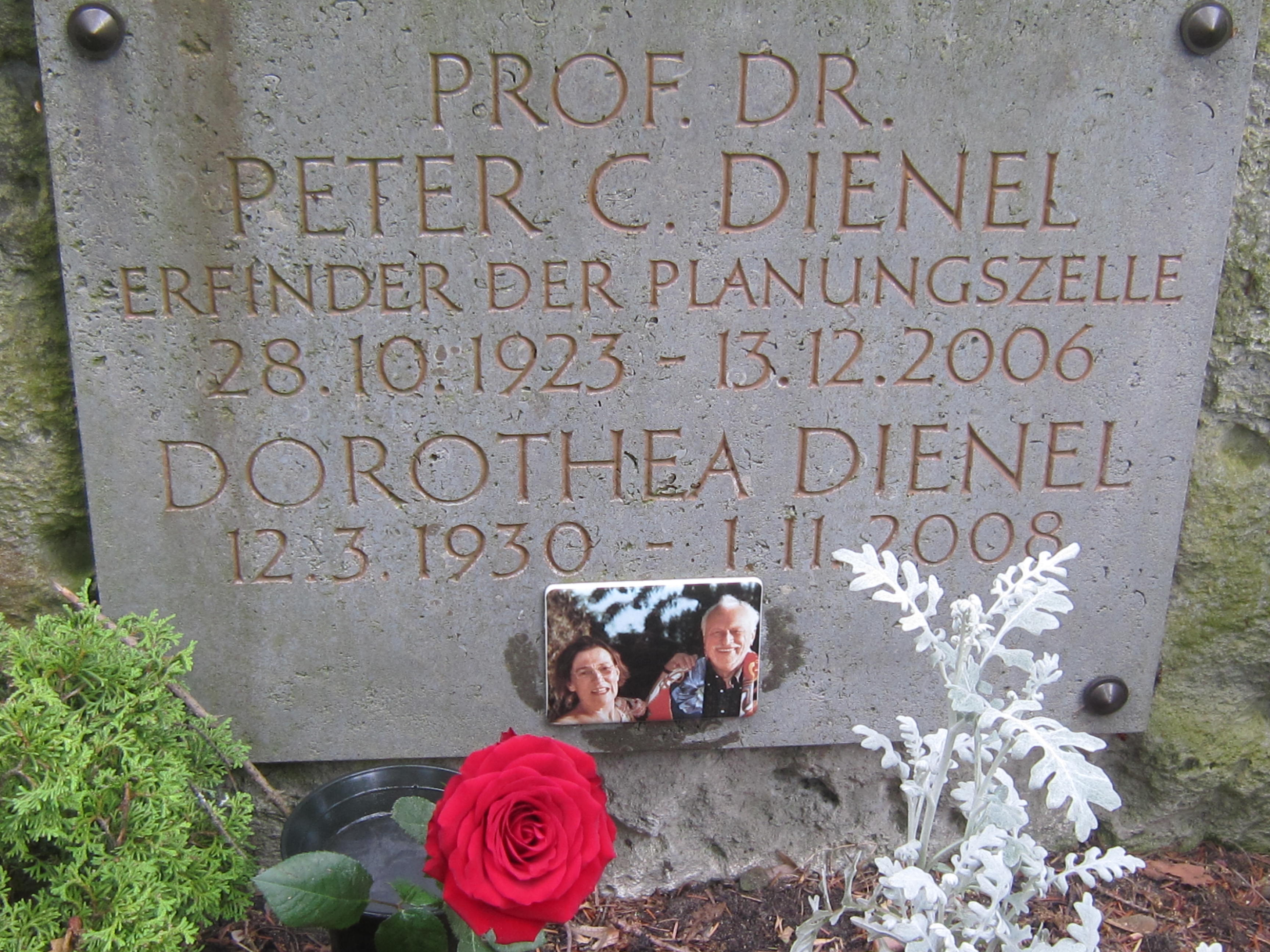
Grabplatte Peter und Dorothea Dienel

- Die Planungszelle. Der Bürger als Chance. Mit Statusreport 2002. 5. Auflage. Westdeutscher Verlag, Wiesbaden 2002, 295 Seiten, ISBN 3-531-33028-4. Erstauflage 1978
- Demokratisch – Praktisch – Gut. Merkmale, Wirkungen und Perspektiven von Planungszellen und Bürgergutachten. Dietz Verlag, Bonn 2009, 195 Seiten, ISBN 978-3-8012-0393-1
- Der Soziale Pluralismus als planerisches Problem, in: Stadt – Region – Land, Schriftenreihe des Instituts für Stadtbauwesen. Rhein.-Westf. TH Aachen, Heft 8, 1969.
- Techniken bürgerschaftlicher Beteiligung an Planungsprozessen, in: Partizipation, Aspekte politischer Kultur. Opladen 1970.
- Partizipation an Planungsprozessen als Aufgabe der Verwaltung, in: Die Verwaltung. Zeitschrift für Verwaltungswissenschaft. 4. Bd., Berlin 1971, Heft 2.
- Bürger planen Hagen-Haspe. Die Testläufe der Planungszelle in Hagen-Haspe. Schriftenreihe Landes- und Stadtentwicklungsforschung des Landes NRW. Bd. 2020. Dortmund 1978.
- Beteiligung betroffener Bürger an den Entscheidungen der Verwaltung, in: zum Thema 1/81, Bürger und Bürokratie. Eine Schriftenreihe des Innenministers des Landes NRW. Düsseldorf 1981.
- Am Anfang war Schwelm. Zur Realisierung eines Verfahrens bürgerschaftlicher Planungsbeteiligung, in: Wuppertaler Geographische Studien, Heft 2, Universität GH Wuppertal 1981.
- Zur Funktionalität technologie- und umweltpolitischer Konflikte für eine Modernisierung der Demokratie, in: H. Zilleßen / P. Dienel / W. Strubelt (Hrsg.): Modernisierung der Demokratie – Internationale Ansätze. Opladen 1993.
- Das Bürgergutachten und seine Nebenwirkungen, in: P.H. Feindt et al. (Hrsg.): Konfliktregelung in der offenen Bürgergesellschaft. Dettelsbach 1996.
- Beteiligungsmodelle zur Beilegung von Konflikten, in: R. Kompa / M. v. Pidoll / B. Schreiber (Hrsg.): Flächenrecycling, Springer-Verlag, Berlin/Heidelberg 1997.
- Planerische und politische Bewältigung der Haushaltskonsolidierung. Ein Instrument stellt sich vor, in: Schlanker Staat. Forum Zukunft. Congress Center, Düsseldorf, Juni 1998.
- Die Demokratie braucht endlich den Bürger, in: H.H. von Arnim: Demokratie vor neuen Herausforderungen; Bd. 130 Schriftenreihe der Hochschule Speyer. Berlin 1999.
- Stichwort „Bürgergutachten“, in: Bröchler/Simonis/Sundermann (Hrsg.): Handbuch Technikfolgenabschätzung, Berlin 1999.
- Stichwort „Die Planungszelle“, in: Bröchler u. a. ebenda.
- Die Planungszelle – eine Beleidigung des Experten?, in: Kommunikation und Beteiligung bei Verkehrsproblemen – Beschleunigung oder Behinderung? Schriftenreihe der Deutschen Verkehrswissenschaftlichen Gesellschaft DVWG, Reihe B 233, Sept. 2000.
- Das Verlangen nach Sinn als Auslöser für die Modernisierung des Staates, in: Hermann Hill (Hrsg.): Modernisierung – Prozess oder Entwicklungsstrategie? Festschrift für Helmut Klages zum 70. Geburtstag, Campus Verlag, Frankfurt am Main / New York 2001, sowie gleichlautend, in: Zukünfte in Wechselwirkung, Heft Mai/Juni 2002.
- Die kommende Verstetigung des Angebotes Bürgerrolle, in: P. Dienel (Hrsg.): Die Befreiung der Politik, VS Verlag f. Sozialwissenschaften, Wiesbaden 2005.